# Schola cantorum (chœur papal)
Pour les articles homonymes, voir Schola Cantorum.

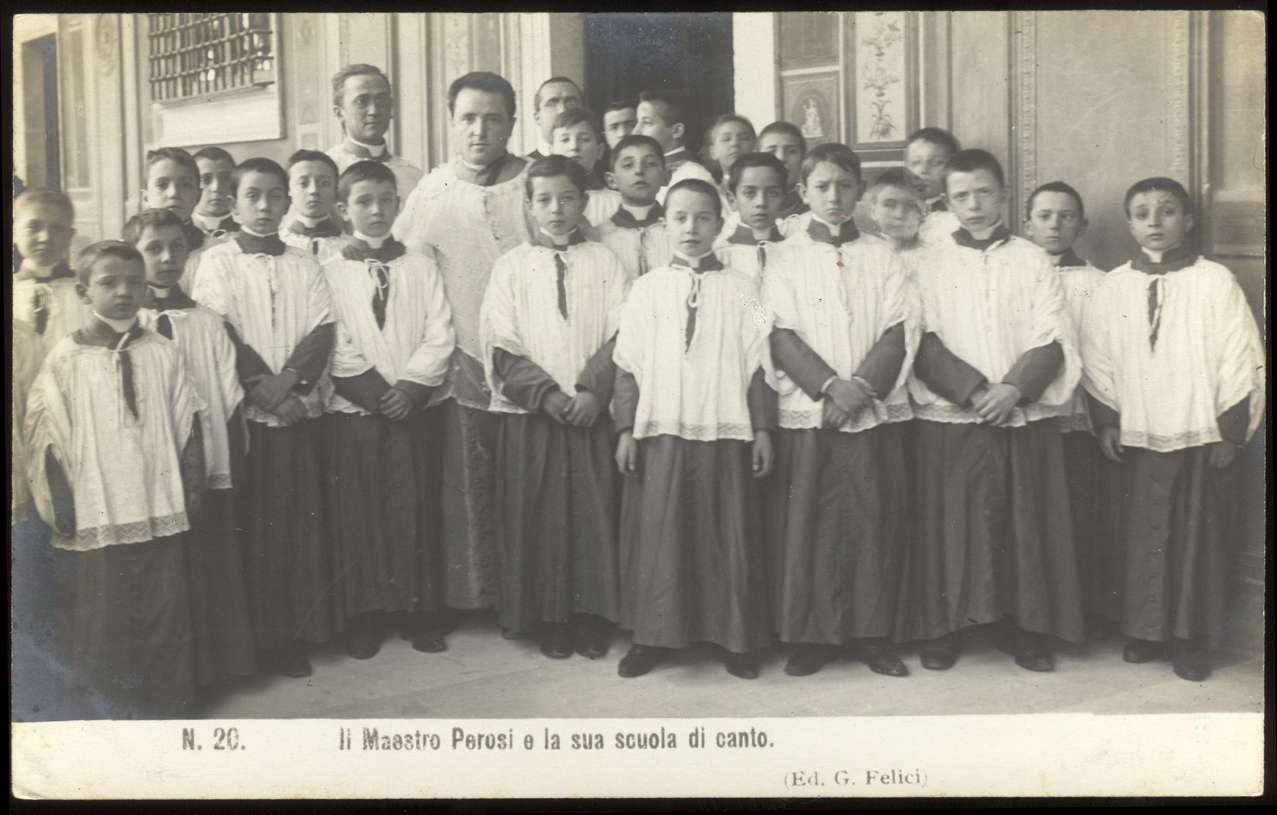
Une chorale dans la Chapelle Sixtine en 1905

La schola cantorum était l'école de formation des chantres (c'est-à-dire des choristes) du pape, mais le terme désignait en même temps le chœur papal lui-même, durant le Moyen Âge.

## Origines
La date de création de cette école n'est pas certaine. Le premier chœur aurait été fondé par le pape Sylvestre Ier (334), à savoir après l'édit de Milan en 313. Auparavant, pendant au moins les trois premiers siècles, la liturgie de l'Église était tout à fait assurée par les solistes.  
Ce qui est certain, c'est qu'au VIIe siècle la schola existait à Rome, car le pape Benoît II († 685) était ancien chanteur de la Schola cantorum. Par ailleurs, durant la papauté byzantine, le pape Vitalien († 672) établit une schola cantorum pour former les chanteurs de cérémonie ; ce chœur était en fait presque entièrement copié sur le modèle byzantin. Certes, selon la légende, la création de la schola était très fréquemment attribuée au pape saint Grégoire Ier († 604). Pourtant, un décret en 595 signé par ce saint Grégoire Ier indique que la schola y existait déjà. 
Si cela reste hypothétique, la création de la Schola cantorum à Rome pourrait remonter au IVe siècle. En effet, des études approfondies nous renseignent que les répertoires de la schola existaient certainement auprès des basiliques de Milan à la fin du IVe siècle. De plus, le futur pape Célestin Ier était un témoin qui s'aperçut qu'Ambroise de Milan faisait chanter son hymne Veni Redemptor gentium, lors de son séjour dans cette ville.

## Histoire
Le chant religieux est importé du rituel judaïque. Il s'instaure dans une des étapes de création du rituel de la messe chrétienne. Le chantre fait son apparition au IVe siècle. Le chœur liturgique, issu de la Schola cantorum apparaît vers le VIe siècle. Les célébrants appartiennent à l'élite intellectuelle, sachant lire et écrire. En 520, est créée l'école des chantres (scola cantorum) : elle se compose d'un directeur (prior ou primicerius), de trois sous-directeurs et d'une vingtaine de garçons, encadrés d'une dizaine d'adultes,. Il s'agit d'une école de chœur composée de jeunes hommes qui accompagnent les cérémonies religieuses dans l'Église catholique. Cette caractéristique, ensemble constitué des chanteurs chevronnés et des jeunes élèves en formation, se conserve toujours dans la tradition, même de nos jours, par exemple le chœur de la chapelle Sixtine. 
Au VIIIe siècle, l'existence du schola était plus explicite. D'une part, lorsque le pape Étienne II en exil fut accueilli à l'abbaye de Saint-Denis en 754, le souverain pontife amenait deux personnages particuliers, Ambrosius primicerius et Bonifacius secundicerius. Ces titres, primicerius et secundicerius, signifiaient les premier et deuxième chantres du schola cantorum. D'autre part, selon l'Ordo Romanus primus, rédigé entre la fin du VIIe siècle et le début du VIIIe siècle, le pape devait appeler la schola, avant de commencer sa messe : Schola [dit le pape] ; Adsum (je suis présente) ; Quis psallet ? (Qui va chanter le psaume ?). Donc, la dénomination schola était effectivement établie dans ce document papal. D'ailleurs, ce dernier précisait encore que la schola se composait de chanteurs masculins et d'enfants de chœur.
Ce chœur aurait joué un rôle important et controversé dans la transmission du chant romain à la cour carolingienne de Charlemagne, où la fusion du chant romain et du Chant gallican évoluent en Chant messin puis en ce qui existe actuellement comme le chant grégorien.
Entre les années 876 et 1073, le prieur de la Schola est cité pour avoir exécuté une danse curieuse avec des origines clairement païennes sous le nom de Cornomania, le samedi suivant Pâques, sur la place du Latran à Rome. Il portait une couronne avec des cornes sur sa tête, balançait un hochet avec des cloches, jetait des feuilles de laurier en criant dans une langue inconnue, « Iaritan, iaritan, iariariasti; raphayn, iercoin, iariariasti. »
Au regard du répertoire, la Schola cantorum auprès du Saint-Siège conservait toujours le chant vieux-romain, même après la création du chant grégorien au VIIIe siècle, et malgré son évolution dans toute l'Europe. Le chœur du pape le gardait jusqu'à ce que Innocent III adopte enfin complètement le chant grégorien au début de XIIIe siècle. Un chanoine Bernhard de la basilique Saint-Jean-de-Latran écrivit au XIIe siècle :

« Quand l'Apostolique vient célébrer la messe chez nous, les chanoines sont priés de se mettre au chevet de l'église et de se tenir calmement. Ce jour-là, le prieur ira en ville pour recruter quatre chantres vigoureux parce que nous ne savons pas répondre au chant du pape. »

Plusieurs institutions ont repris le modèle de la Schola médiévale, telles que la Schola Cantorum de Bâle et la Schola Cantorum de Paris. 

## Controverse
La biographie de Grégoire le Grand, écrite par Giovanni Diacono à la fin du IXe siècle,, affirme que le pape avait unifié les textes des chants chrétiens (devenus le grégorien) dans un Antifonarium Cento et avait fondé la Schola Cantorum dont la tâche était de répandre et conserver les chants du répertoire sans contamination. Ce n'est que récemment que la critique historique a démontré le caractère erroné de ces attributions : les premiers essais de notation musicale sont postérieurs de deux siècles à la mort du pape Grégoire et, selon certains, aucune école n'existait lorsqu'il fut nommé pontife. Selon Mgr Duchesne, la schola cantorum découlerait de la schola lectorum (formation des clercs, sous Grégoire 1er).